# Гімн Республіки Корея
Егукка (кор. 愛国歌, 애국가 pronounced: [ɛːɡuk͈ːa], «патріотична пісня») — державний гімн Республіки Корея. Вперше виконувався 1896 року при відкритті «Арки незалежності» в Сеулі. Автор слів невідомий, однак вважається, що ним був або політик Юн Чхі Хо, або діяч руху за незалежність, педагог Ан Чан-Хо. Музикою спочатку служив мотив шотландської народної пісні «Auld Lang Syne», однак у 1948 році вона була замінена на іншу, написану 1935 року композитором Ан Ік Тхе.

## Короткі відомості
| № | Корейська                                                          | Транслітерація                                                                          | Українською |
| - | ------------------------------------------------------------------ | --------------------------------------------------------------------------------------- | --- |
| 1 | 동해물과 백두산이 마르고 닳도록 하느님이 보우하사 우리 나라만세    | Тонхемульгва пектусані мариго тальдорок, Ханинімі поухаса урінара мансе.                | Допоки води Східного моря не висохнуть, А гора Пекту не розсиплеться Хай славиться вічно Наша країна, Яку береже Господь! |
| П | 무궁화 삼천리 화려강산 대한사람 대한으로 길이 보전하세             | Мугунхва самчхоллі хварьогансан, Техансарам теханиро кірі поджонхасе.                   | Шаронські троянди На тисячі миль по всюди — Гей, корейці, захистимо навіки Велику Корею!                                  |
| 2 | 남산 위에 저소나무 철갑을 두른 듯 바람 서리 불변함은 우리 기상일세 | Намсанвіє чо сонаму чхольгабиль турин тит, Парамсорі пульбьонхамин урі гісанільсе.      | Як сосна вікова на Південній горі опирається вітру і снігу В обладунках залізних, Так і дух наш буде незламним!           |
| П | 무궁화 삼천리 화려강산 대한사람 대한으로 길이 보전하세             | Мугунхва самчхоллі хварьогансан, Техансарам теханиро кірі поджонхасе.                   | Шаронські троянди На тисячі миль по всюди — Гей, корейці, захистимо навіки Велику Корею!                                  |
| 3 | 가을 하늘 공활한데 높고 구름 없이 밝은 달은 우리 가슴 일편단심일세 | Каиль ханиль конхварханде нопко куримопсі, Пальгин тарин урі касим ільпхьондансімільсе. | Широке осіннє небо Безхмаре і чисте, Ясний місяць в наших серцях, непохитно вірних!                                       |
| П | 무궁화 삼천리 화려강산 대한사람 대한으로 길이 보전하세             | Мугунхва самчхоллі хварьогансан, Техансарам теханиро кірі поджонхасе.                   | Шаронські троянди На тисячі миль по всюди — Гей, корейці, захистимо навіки Велику Корею!                                  |
| 4 | 이기상과 이맘으로 충성을 다하여 괴로우나 즐거우나 나라 사랑하세    | Ікісангва імамиро чхунсониль тахайо, Квероуна чильгоуна нара саранхасе.                 | З таким духом і серцями Будемо вірно, І в скорботі, І в радості Любити нашу країну!                                       |
| П | 무궁화 삼천리 화려강산 대한사람 대한으로 길이 보전하세             | Мугунхва самчхоллі хварьогансан, Техансарам теханиро кірі поджонхасе.                   | Шаронські троянди На тисячі миль по всюди — Гей, корейці, захистимо навіки Велику Корею!                                  |